# NGC 2874
NGC 2874 é uma galáxia espiral barrada (SBbc) localizada na direcção da constelação de Leo. Possui uma declinação de +11° 25' 33" e uma ascensão recta de 9 horas, 25 minutos e 47,8 segundos.
A galáxia NGC 2874 foi descoberta em 15 de Março de 1784 por William Herschel.